# Vincenz Ferreri Frédéric Bianchi

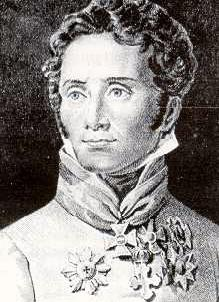
Vincenz Ferreri Frédéric Bianchi

Vincenz Ferrerius Frédéric Bianchi (Viena, 1 de Fevereiro de 1768 — Rogatec, 18 de Agosto de 1855), o duque de Casalanza, foi um general austríaco e mais tarde general-marechal-de-campo.
Estudou na Academia Imperial de Engenharia em Viena. Em 1788, foi sub-tenente nas forças armadas de Eslavónia e destingido o próprio cerco de Bubtiza.
Durante as guerras revolucionárias tomou parte na Batalha de Rivoli (1797), onde foi feito prisioneiro. Integrou a seguir as forças imperiais comandadas pelo arquiduque Carlos, Duque de Teschen durante a invasão à Suíça em 1799.
Combateu em diversas frentes nas Guerras Napoleônicas. Comandou a 1ª Divisão do Exército Imperial subordinado ao príncipe Carlos Felipe de Schwarzenberg na campanha da Rússia (1812).
Durante a Guerra da Sexta Coligação (1813), distinguiu-se nas Batalhas de Dresden e Leipzig.
Promovido a general, foi agraciado com a Cruz Militar de Maria Teresa (1809); concedida pela Casa d'Áustria e com a Cruz de São Jorge (1813), pelo Czar Alexandre I.
Após o Congresso de Viena, tomou parte na Guerra Napolitana (1815), quando liderou o exército austríaco na Batalha de Panaro e na decisiva Batalha de Tolentino, onde venceu as forças de Joaquim Murat, abrindo caminho para o estabelecimento do Reino das Duas Sicílias e a restauração dos Bourbon na península itálica.
Agraciado com o título de Duque de Cazalanza por Fernando I e promovido à marechal; reformou-se em 1824, retirando-se para suas propriedades em Mogliano Veneto.
Durante a revolução de 1848 foi feito prisioneiro pelos insurgentes e levado à Treviso, sendo libertado após dois meses, quando o exército imperial retomou a praça
Morreu na Styria, para onde se tinha retirado para evitar uma epidemia de cólera. Os restos mortais foram depositados na sua casa em Bubtiza, em 1864.